# Normand Corbeil
Normand Corbeil (6 de abril de 1956 – 25 de enero de 2013) fue un compositor canadiense conocido por su trabajo en películas, videojuegos y televisión.

## Biografía
Corbeil ganó un Premio BAFTA y un premio de la Academia de las Artes y las Ciencias Interactivas por el soundtrack para el videojuego de 2010 de PlayStation 3, Heavy Rain. Él además compuso para el videojuego de 2005, Fahrenheit, también conocido como Indigo Prophecy. El videojuego Beyond: Two Souls es su última composición, la cual no pudo finalizar tras su muerte. Por esa razón, el juego está dedicado a él.
Corbeil compuso música para la televisión y el cine. Sus trabajos incluyen las películas Double Jeopardy en 1999, Extreme Ops en 2002, y The Statement en 2003, así como el cortometraje, Kara. Sus trabajos incluyen la series de televisión de 2009 de ABC, V. Él recibió dos nominaciones a los Emmy Award por sus composiciones.

## Fallecimiento
Normand Corbeil, quien fuese diagnosticado con cáncer de páncreas en agosto de 2012, murió el 25 de enero de 2013, a la edad de 56 años.

## Trabajos

### Películas
- Peinfeld (1991)
- Kids of the Round Table (1995)
- Screamers (1995)
- Frankenstein And Me (1996)
- Twist of Fate (1997)
- Never Too Late (1997)
- The Kid (1997)
- The Assignment (1997)
- Airspeed (1998)
- Escape from Wildcat Canyon (1998)
- Double Jeopardy (1999)
- The Art of War (2000)
- Pretty When You Cry (2001)
- Extreme Ops (2002)
- Lost Junction (2003)
- The Statement (2003)
- The Contract (2006)

### Televisión
- Living with the Dead (2002)
- Hitler: The Rise of Evil (2003)
- The Pentagon Papers (2003)
- Defending Our Kids : The Julie Posey Story (2003)
- Frankenstein (2004)
- Lies My Mother Told Me (2005)
- Human Trafficking (2005)
- The Last Templar (2008)

### Videojuegos
- Fahrenheit (2005)
- Heavy Rain (2010)
- Beyond: Two Souls (incompleto debido a su deceso; lo completó Lorne Balfe, 2013)